# 割烹蒲焼わかな

割烹蒲焼わかな（かっぽうかばやき わかな）は、神奈川県横浜市中区にある、うなぎ料理を主体とした日本料理店である。

## 歴史
わかなの前身は江戸時代からの煎餅屋「亀の子煎餅・若菜屋」であった。長男の吉蔵は遊び人で、店を継ぐのを嫌った。ある日、吉蔵は博打に負けた二人のうなぎ職人の面倒を見たところ、「一生懸命働くので、うなぎ屋を始めてみてはどうですか」と勧められた。こうして、1872年（明治5年）に創業した。

## 特徴
うなぎの蒲焼は通常、割き始めてから客に提供するまで時間を要するが、わかなでは作り置きをしないことを方針としている。気候や時間帯ごとの来店客の統計を「えんま帳」として記録しており、その見通しに応じて仕込みを始めるため、比較的短時間にできたての料理を提供することができる。器は、京都で特別に注文した品を使用している。
うなぎは主に愛知県三河一色産を使用している。店舗は関内駅前の1店舗のみで、多店舗展開はしていない。「支店を出す余裕があるくらいなら、全てを現在の店につぎ込む」との方針によるものである。